# Death of a Bachelor
Death of a Bachelor é o quinto álbum de estúdio pela banda de rock americana Panic! at the Disco, lançado em 15 de janeiro de 2016 pela DCD2 e Fueled by Ramen. O álbum foi anunciado no dia 22 de outubro de 2015, junto com o lançamento do terceiro single, "Emperor's New Clothes", e colocado para pré-venda. É o segundo álbum da banda lançado com nenhum dos integrantes da formação original, exceto o vocalista.
Death of a Bachelor é o primeiro álbum da banda a chegar ao topo da parada norte americana Billboard 200, vendendo 190 mil cópias em sua primeira semana de lançamento. O álbum vendeu mais de 382 mil cópias mundialmente até a sua sexta semana pós lançamento. Também foi indicado ao Grammys 2017 na categoria de "Melhor Álbum de Rock".

## Escrita e composição
Em uma entrevista para a Entertainment Tonight, Urie declarou que Death of a Bachelor foi liricamente inspirado por seu estilo de vida e sua esposa Sarah Urie, declarando: "Todo este álbum foi escrito em minha casa onde ela e eu vivemos e reflete muito o estilo de vida que eu estava vivendo [ao escrevê-lo], o que é tão diferente do que eu costumava ser". Em uma entrevista para a Alt 98.7 em meados de 2015, Urie disse sobre o álbum: "Vai ser um pouco diferente, é essa mistura entre Sinatra e Queen, se isso faz algum sentido... Toda vez que fazemos um novo álbum, para mim, é sempre evoluindo e mudando da melhor maneira. Vai ser uma nova energia ao vivo".
Em abril de 2015, Urie começou a trabalhar no álbum. Um pequeno estúdio foi construído e um piano foi comprado especialmente para a ocasião. A produção foi feita pro Jake Sinclair e Urie. Sinclair, que é amigo de Urie, o ensinou a ver a música de "diferentes modos". Urie declarou que amou trabalhar no estúdio, muitas vezes correndo entre o estúdio e o piano. Urie tocou todos os instrumentos com exceção da trompa. Seus pontos de vista mudaram a partir de Too Weird to Live, Too Rare to Die!, tendo "coisas diferentes" que ele gostaria de discutir.

Em 22 de outubro de 2015, Brendon Urie divulgou um comunicado através da página da banda no Facebook:
| “ | Quando eu era uma criança e ouvia uma música que eu gostava na TV eu pulava e corria até o piano para tentar tocá-la de ouvido. Quando eu tinha 10 ou 11 anos, construí eu mesmo um kit de bateria feita de baldes vazios de detergente para roupas na garagem, cadeiras velhas, latas de tinta e latas de lixo velhas. Naquela época, meus pais me deram minha primeira guitarra. Um bebê acústico. Eu pulei entre todos estes instrumentos constantemente para satisfazer as idéias que eu ouvia na minha cabeça. Com essa idade, eu percebi que a música iria desempenhar um papel enorme na minha vida. Eu não fazia ideia. 'Death Of A Bachelor' é em honra àqueles tempos que passei sozinho quando criança. Deixando a música me consumir. Tocando tudo sozinho apenas para obter a ideia certa e fora da minha cabeça. É um começo de uma nova era. E uma homenagem à forma como tudo começou. Este álbum sou eu. Correndo para o piano. Construindo um kit de bateria. Dedilhando uma guitarra. Algumas coisas nunca mudam. | ” |

No dia de estreia da canção Death of a Bachelor, Urie disse nas redes sociais: 
| “ | Frank Sinatra faz 100 anos este ano. Atribuo sua música para tantas lembranças: Abrir presentes no dia de Natal, meus avós ensinando a família a dançar swing, assistir "Who Framed Roger Rabbit" com os meus irmãos (Sinatra faz uma aparição na forma de uma espada de desenho animado cantando "Witchcraft"). Sua música tem sido importante na trilha sonora da minha vida. [...] Eu escrevi um novo álbum esse ano e mesmo que as poucas canções não soam remotamente semelhante a qualquer música dele, eu senti sua influência na escrita e a necessidade de se relacionar tão pessoal em cada canção. "Death of a Bachelor" é muito importante para mim. Ela expressa o final agridoce (mas principalmente doce) de uma era. Um olhar para trás em uma parte da minha vida já falecido.[...] | ” |

Urie também declarou em uma entrevista para a Upset Magazine que ele sente que a música é "muito jazzy, muito Sinatra... mas com essa batida que soa como Drunk in Love de Beyoncé". Foi essa canção que deu origem ao título do álbum.

## Promoção
"Hallelujah" foi lançada como o primeiro single do álbum em 20 de abril de 2015, sendo disponibilizada para download digital e executada nas rádios alternativas. Um lyric video foi disponibilizado no mesmo dia e o videoclipe estreou em 7 de julho de 2015. "Death of a Bachelor" estreou na Beats 1 da Apple Music por Pete Wentz. "Victorious", co escrita e produzida por CJ Baran, foi lançada para download digital em 29 de setembro de 2015, servindo como o segundo single do álbum. "Emperor's New Clothes" foi lançado para download digital junto com seu videoclipe em 22 de outubro de 2015, coincidindo com o anúncio do álbum e servindo como o terceiro single. "LA Devotee" foi lançada como o primeiro single promocional do álbum em 26 de novembro de 2015. O videoclipe de "Death of a Bachelor" foi lançado no dia 24 de dezembro de 2015. Em 15 de janeiro de 2016, a banda disponibilizou todas as faixas restantes do álbum no Youtube.
Na manhã do dia 15 de janeiro de 2016, a banda se apresentou no programa Good Morning America com o single Victorious Em 26 de janeiro de 2016, a banda se apresentou no programa Jimmy Kimmel Live! novamente com o single Victorious Em 5 de fevereiro de 2016, a banda se apresentou no programa The Ellen DeGeneres Show como o single Victorious.
Em 10 de maio de 2016 divulgou o clipe de "Don’t Threaten Me With A Good Time".
No dia 22 de setembro de 2016, a banda divulgou o clipe de "La Devotee" que conta com a participação do ator Noah Schnapp.
A BBC Radio 1 divulgou no dia 21 de novembro de 2016, vídeos da participação de Panic! At The Disco no Live Lounge. A banda apresentou uma versão do single “Starboy”, de The Weeknd, e também duas músicas originais: “Hallelujah”, presente no álbum, Death of a Bachelor, e “I Write Sins Not Tragedies”, de seu primeiro trabalho, A Fever You Can’t Sweat Out, de 2005.
Na virada de ano de 2016 para 2017, Panic! at the Disco começou 2017 com uma apresentação em Nova Orleans durante o programa Dick Clark’s New Year’s Rockin’ Eve 2016 com um com um medley de “Victorious”, “Death Of A Bachelor” e “I Write Sins, Not Tragedies”.
No dia 19 de janeiro de 2017, O Panic! At The Disco se apresentou como convidado musical no talk show de Jimmy Fallon para promover o álbum "Death Of A Bachelor". A banda foi introduzida com elogios do apresentador, em seu pequeno discurso ao apresentar o grupo de Brendon Urie, Fallon revelou desejar que o álbum ganhe o Grammy de "Melhor Álbum de Rock" na edição de 2017 da premiação.

## Recepção
| Críticas profissionais | Críticas profissionais |
| Pontuações agregadas   | Pontuações agregadas   |
| Fonte                  | Avaliação              |
| ---------------------- | ---------------------- |
| Metacritic             | (69/100)               |
| Avaliações da crítica  |                        |
| Fonte                  | Avaliação              |
| Alternative Press      | 4 de 5 estrelas.       |
| The Boston Globe       | (Favorável)            |
| Consequence of Sound   | C                      |
| The Guardian           | 2 de 5 estrelas.       |
| The New York Times     | (Favorável)            |
| Rock Sound             | 8/10                   |
| Rolling Stone          | 3 de 5 estrelas.       |
| Kerrang!               | 100/100                |

Death of a Bachelor recebeu críticas mistas com positivas dos críticos de música. No Metacritic, que atribui uma avaliação normalizada em 100 de comentários de críticos do mainstream, o álbum recebeu uma pontuação média de 69 em 100, o que indica "avaliações favoráveis" baseado em 20 comentários. The New York Times comentou que o segundo single do álbum, Victorious, "evoca a arrogância extravagante de Queen e o brilho mecanizado do Daft Punk". Evan Lucy da Alternative Press escreveu que "Por todas as suas precoces e momentos malcriado, Death of a Bachelor é um assunto extremamente diferenciado... é difícil não se arrepios e se maravilhar com a composição em movimento". The Guardian chamou o álbum de "oco e disforme" e acrescentou que "[Urie] indica um desejo de se reinventar como um Michael Bublé" nervoso .

## Desempenho
A banda emplacou o seu primeiro número um na parada norte-americana Billboard 200. Foram 169 mil cópias vendidas e 17 milhões de acessos via streaming apenas na primeira semana. Em sua segunda semanas de vendas, o disco caiu para quinta posição na parada americana vendendo 39 mil copias. Nas paradas do Reino Unido, o disco estreou na 4ª posição dos disco mais vendidos da semana.
O álbum vendeu mais de 315 mil cópias mundialmente até a sua terceira semana.

## Lista de faixas
| N.º | Título                               | Compositor(es) | Duração |  |
| 1.  | "Victorious"                         | Brendon Urie Mike Viola White Sea Jake Sinclair Alex DeLeon Rivers Cuomo                                                                                       | 2:58    |  |
| 2.  | "Don't Threaten Me with a Good Time" | JR Rotem Teal Douville Carl Lehman Jerker Hansson Urie Sinclair Amir Salem Catherine Pierson Frederick Schneider Julian Strickland Cynthia Wilson Ricky Wilson | 3:33    |  |
| 3.  | "Hallelujah"                         | Urie Aron Wright Imad-Roy El-Amie White Sea Sinclair Robert William Lamm                                                                                       | 3:00    |  |
| 4.  | "Emperor's New Clothes"              | Urie Sinclair Lauren Pritchard Sam Hollander Dan Wilson | 2:38    |  |
| 5.  | "Death of a Bachelor"                | Urie Pritchard Sinclair | 3:23    |  |
| 6.  | "Crazy=Genius"                       | Urie Hollander Sinclair | 3:18    |  |
| 7.  | "LA Devotee"                         | Urie White Sea Sinclair | 3:16    |  |
| 8.  | "Golden Days"                        | Urie Hollander Sinclair | 4:14    |  |
| 9.  | "The Good, the Bad and the Dirty"    | Urie Pritchard Sinclair | 2:51    |  |
| 10. | "House of Memories"                  | Urie White Sea Sinclair | 3:28    |  |
| 11. | "Impossible Year"                    | Urie Hollander Sinclair | 3:22    |  |

## Paradas musicais
| Parada (2016)                                      | Melhor posição |
| -------------------------------------------------- | -------------- |
| Austrália - ARIA Albums Chart                      | 3              |
| Áustria - AUSTRIA TOP 40 - ALBEN                   | 15             |
| Bélgica - Ultratop 200 albums                      | 14             |
| Canadá - Canadian Albums Chart                     | 3              |
| Estados Unidos - Billboard 200                     | 1              |
| Estados Unidos - Billboard Rock Albums             | 1              |
| Estados Unidos - Billboard Alternative Albums      | 1              |
| Estados Unidos - Billboard Tastemaker Albums Chart | 3              |
| Nova Zelândia - NZ Top 40 Albums Chart             | 4              |
| Países Baixos - Album Top 100 - Dutch Charts       | 14             |
| Suíça - SCHWEIZER HITPARADE - ALBEN TOP 100        | 41             |
| Reino Unido - Official Albums Chart Top 100        | 4              |
| Espanha - Top 100 Albums                           | 46             |